# Ciegos
Ciegos es una película dramática argentina de 2019 dirigida por Fernando Zuber. Está protagonizada por Marcelo Subiotto, Benicio Mutti Spinetta, Luis Ziembrowski, Matías Recalt, Omar Sánchez e Isabel Aladro. Se estrenó el 5 de diciembre de 2019 en los cines de Argentina.

## Sinopsis
Marco (Marcelo Subiotto), es un hombre ciego que decide volver junto a su hijo Juan (Benicio Mutti Spinetta) a su pueblo natal, porque su madre se encuentra agonizando, sin embargo, cuando llegan su hermano Pedro (Luis Ziembrowski) le comunica que su madre ya falleció, por lo cual, deciden quedarse para volver a reconectarse con sus raíces.

## Reparto
- Marcelo Subiotto como Marco
- Benicio Mutti Spinetta como Juan
- Luis Ziembrowski como Pedro
- Matías Recalt como Manuel
- Omar Sánchez como "Viejo" Acosta
- Isabel Aladro como Virginia
- Tomás Díaz como Cuba
- Rocío Belzuz como Rocío
- Camila Sosa como Camila
- Karim Jail Alé como Karim
- Leonel D'Agostino como Cura
- Guillermo Dulce como Guillermo

## Recepción

### Comentarios de la crítica
La película recibió críticas positivas por parte de los expertos. Ezequiel Boetti del portal Otros cines la catologó como una «sensible y valiosa ópera prima sobre una relación padre-hijo». Por su parte, Carla Leonardi del sitio web Hacerse la crítica destacó que «el director trabaja y dosifica adecuadamente el incremento del suspenso y la tensión inquietante», como así también «acierta al dotar a la ceguera de Marco» al «otorgarle un valor simbólico que trasciende la literalidad física». Además, valoró las actuaciones de los protagonistas diciendo que son «consistentes» y que Zuber «apuesta por los detalles», haciendo que la película sea «fructífera en sus resonancias». En una reseña para el diario Clarín, Gaspar Zimerman concluyó que «Ciegos resulta ser un logrado cruce entre conflicto familiar, historia de iniciación y thriller, que tal vez no tenga un desenlace a la altura del clima creado y las emociones transmitidas».
Por otro lado, Emiliano Basile en una crítica para Escribiendo cine comentó que «la película se presenta de manera sutil con inteligencia» y que «se trata de una película conmovedora y sensorial sobre los vínculos de afecto y dependencia que nos obliga a identificarnos», calificándola con una puntuación de 8/10. Julián Esteban De Santo de Cine argentino hoy manifestó que «la cinta nos interpela e incomoda en todo momento, y nos brinda una experiencia innovadora y bien lograda». Por su lado, Alejandro Lingenti del diario La nación calificó a la película de «muy buena», diciendo que «Fernando Zuber trabaja con mucha solvencia el clima de una historia que camina por terrenos conocidos, pero igual impone su particular impronta con la seguridad de un cineasta que tiene claros sus objetivos».

### Premios y nominaciones
| Lista de premios y nominaciones | Lista de premios y nominaciones                 | Lista de premios y nominaciones | Lista de premios y nominaciones | Lista de premios y nominaciones | Lista de premios y nominaciones |
| Año                             | Organización                                    | Categoría                       | Nominado/a(s)                   | Resultado                       | Ref(s)                          |
| ------------------------------- | ----------------------------------------------- | ------------------------------- | ------------------------------- | ------------------------------- | ------------------------------- |
| 2019                            | Premios Sur                                     | Mejor Ópera Prima               | Ciegos                          | Nominado                        | [ 10 ]                          |
| 2020                            | Premios Cóndor de Plata                         | Mejor Ópera Prima               | Ciegos                          | Nominado                        | [ 11 ] [ 12 ]                   |
| 2020                            | Premios Cóndor de Plata                         | Mejor Actor                     | Marcelo Subiotto                | Nominado                        | [ 11 ] [ 12 ]                   |
| 2020                            | Premios Cóndor de Plata                         | Revelación Masculina            | Benicio Mutti Spinetta          | Ganador                         | [ 11 ] [ 12 ]                   |
| 2020                            | Festival Internacional de Cine Luz del Desierto | Mejor Película Nacional         | Ciegos                          | Ganador                         | [ 13 ]                          |
| 2020                            | Festival Internacional de Cine de Shanghái      | Mejor Película                  | Ciegos                          | Nominado                        | [ 14 ]                          |